# Schmidtiphaea schmidi
Schmidtiphaea schmidi är en trollsländeart som beskrevs av Syoziro Asahina 1978. Schmidtiphaea schmidi ingår i släktet Schmidtiphaea och familjen Euphaeidae. IUCN kategoriserar arten globalt som otillräckligt studerad. Inga underarter finns listade i Catalogue of Life.